# Vasili Chapáyev
Vasili Ivánovich Chapáyev (en ruso: Василий Иванович Чапаев; 28 de enerojul./ 9 de febrero de 1887greg.-5 de septiembre de 1919) fue un suboficial que se convirtió en comandante del Ejército Rojo durante la Guerra Civil Rusa, siendo celebrado por sus éxitos como guerrillero.

## Vida
Nació en una familia pobre formada por campesinos, en la aldea de Budayka, en la vólost de Cheboksary, gobernación de Kazán, Imperio ruso. Al estallar la Primera Guerra Mundial en 1914, se unió al Ejército Imperial Ruso y combatió como suboficial mostrando gran valentía y heroísmo al punto que los mandos militares zaristas le otorgaron tres veces la Cruz de San Jorge. En septiembre de 1917, Chapáyev se unió a los bolcheviques y en diciembre, después de la Revolución de Octubre, fue elegido por los soldados del Regimiento de Infantería 138 como su jefe. Posteriormente, dirigió la 25ª División de Fusileros, participando a lo largo de 1918 en los combates contra el Ejército Blanco. Se caracterizaba por ser un líder militar ingenioso y hábil, aunque sin educación formal ni intereses académicos, pero capaz de entender los objetivos del Partido Bolchevique y obedecerlos.
El 5 de septiembre de 1919, los cuarteles de su división situados en la localidad de Lbíschensk en la óblast de Uralsk del Estado ruso (hoy Chapáyev en Kazajistán Occidental) fueron atacados y cercados por tropas del Ejército Blanco. Según las fuentes del gobierno soviético, Chapáyev no pudo detener al enemigo por hallarse en grave inferioridad numérica, e intentó huir a nado por el río Ural, donde fue visto con vida por última vez. No se pudo conocer con exactitud si Chapáyev murió ahogado por la fuerte corriente o por las ráfagas de ametralladora del enemigo, pues su cadáver nunca fue recuperado. La localidad de Lbíschensk luego fue rebautizada como Chapáyev y un museo a su memoria fue creado en 1927.

## Fama póstuma

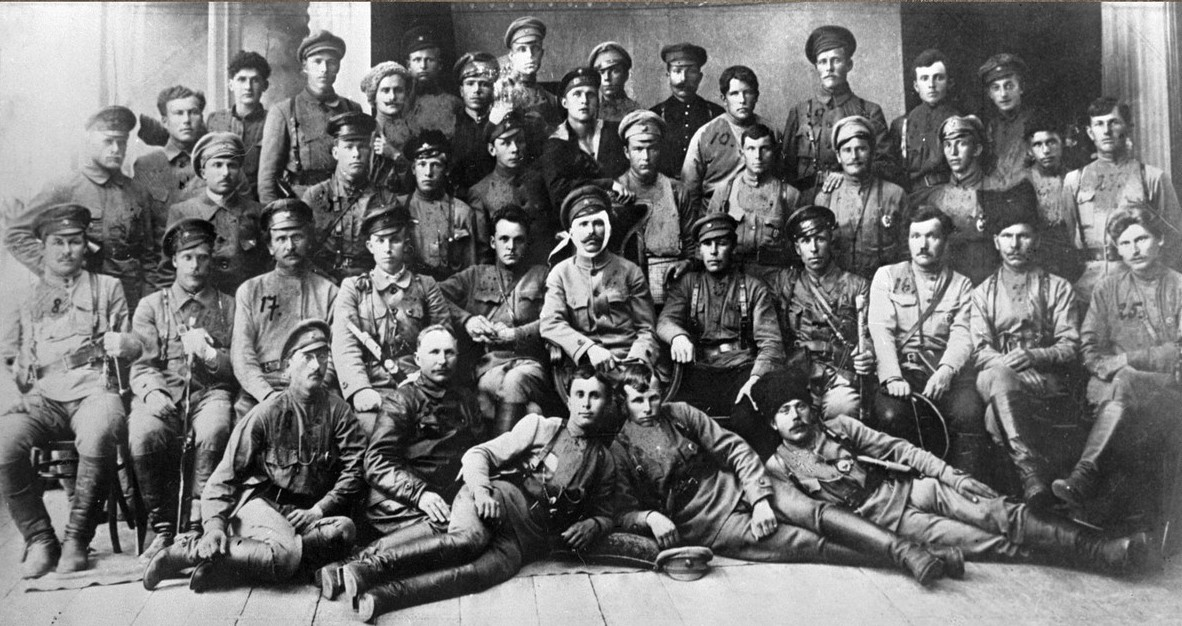
Vasili Chapáyev (vendado en el centro) con los mandos de la 25ª División de Fusileros tras la toma de Ufá, 30 de junio de 1919.

Tras el triunfo bolchevique en la Guerra Civil Rusa, Chapáyev fue glorificado como uno de los más conocidos héroes soviéticos de dicho conflicto, aunque jamás fue líder de una gran masa de tropas, ni estuvo en el más alto escalafón de los mandos militares soviéticos. Su popularidad y fama se basan mayormente a que en 1923 apareció en la Unión Soviética la novela homónima de Dmitri Fúrmanov (otro veterano de la Guerra Civil Rusa) donde se recopilaban las hazañas y anécdotas de Chapáyev, texto dirigido al gran público, y favorablemente recibido por el régimen soviético. Basándose en la novela, los directores cinematográficos Serguéi Vasíliev y Gueorgui Vasíliev, que adoptaron el pseudónimo artístico Hermanos Vasíliev sin ser realmente hermanos, rodaron en 1934 la película Chapáyev que gozó de un gran éxito en España durante la Segunda República Española. La película obtuvo el premio principal en la Exposición Internacional de París de 1937.
El gobierno de Stalin ordenó realizar dicha película en homenaje a Chapáyev, lo cual fue fundamental para difundir su vida y cimentó más su carácter semilegendario y de héroe popular. Este fenómeno se vio ayudado por el hecho que la película narraba las actividades de Chapáyev de manera sencilla y lo mostraba como un típico héroe ruso informal y auténtico, que relajaba la disciplina en caso necesario, alejado al mismo tiempo de la rigidez de los comisarios soviéticos, lo cual explica que dicho filme mantenga en Rusia una fuerte popularidad hasta la fecha. Durante los años posteriores a 1945, la cinematografía soviética se encargó de difundir masivamente la historia de Chapáyev en Europa Oriental, mientras en la Unión Soviética el nombre de Chapáyev fue utilizado para nombrar diversos espacios públicos (desde calles y plazas hasta estadios y localidades), pero también como un referente cultural de la población.
En 1996, el escritor Víktor Pelevin publicó la novela Chapáyev y la vacuidad.